# Verlorenwasser (Fluss)
Verlorenwasser ist ein kleiner Fluss, der einen Teil des Hohen Fläming nach Norden zur Buckau und über diese zur Havel entwässert. Er ist der größte Nebenfluss der Buckau und hat ein Einzugsgebiet von mehr als einhundert Quadratkilometern. Verlorenwasser und Buckau zählen zu den vier bedeutenden natürlichen Fließgewässern auf der Nordseite des Hohen Fläming, zu denen neben diesen die Plane und die Temnitz gehören.

## Name
Der Fluss hatte ursprünglich den Namen Gräben. So wird der Fluss im Jahr 1009 als Grob(ion) flumine erstmals schriftlich erwähnt. Dieser Name leitet sich vom altpolabischen Wort *grob für 'Grab' ab, im Sinne von 'gegrabener Bach'.

## Verlauf
Der knapp zwanzig Kilometer lange Fluss entspringt am Nordhang des Hohen Fläming, etwa zwei bis drei Kilometer östlich des nach ihm benannten Bad Belziger Ortsteils Verlorenwasser in der Nähe des geografischen Mittelpunktes der ehemaligen DDR. In seinem Oberlauf weitgehend naturbelassen, fließt er zunächst bis zum Dorf Gräben über sieben Kilometer in nordwestliche Richtung durch das Forstgebiet Werbiger Holz, um dann nach Norden umzuschwenken. Bei Gräben verlässt Verlorenwasser den Wald und fließt etwa auf vier Kilometern durch offene Wiesen. Im Unterlauf nimmt er im Kiefernforst Wenzlower Heide an einer ehemaligen Mühle seinen längsten Nebenfluss, den Briesener Bach, von Südosten kommend auf. Östlich von Wollin unterquert Verlorenwasser die Autobahn A 2 und erreicht wenig später das Dorf Wenzlow. Nach weiteren drei Kilometern durch Feuchtwiesen am östlichen Rand des Fiener Bruchs mündet der Fluss kurz hinter der Stadtgrenze Brandenburgs in der Nähe von Mahlenzien in die von Südwesten kommende Buckau.
Im Oberlauf von Verlorenwasser ist die Biologische Gewässergüte mit der Güteklasse I bis II angegeben. Der Fluss gilt in diesem Bereich als gering belastet. Ab nördlich von Gräben wird er mit der Güteklasse II und als mäßig belastet bewertet.

## Schutzgebiete
Verlorenwasser durchfließt mehrere sich teilweise überlappende Schutzgebiete. Bis auf Höhe von Wollin liegt er beispielsweise im Naturpark Hoher Fläming und im Landschaftsschutzgebiet Hoher Fläming – Belziger Landschaftswiesen. Daneben ist der Oberlauf bis Gräben als Naturschutzgebiet Verlorenwasserbach Oberlauf ausgewiesen. Weiterhin ist der Fluss hier als FFH-Gebiet Verlorenwasserbach und auf kurzem Lauf als Geschützter Landschaftsbestandteil Verlorenwasser unter Schutz gestellt. Unterhalb von Gräben gehört Verlorenwasser zum FFH-Gebiet Buckau und Nebenfließe Ergänzung. Nördlich von Wenzlow liegt der Fluss im Landschaftsschutzgebiet Brandenburger Wald- und Seengebiet und am äußeren Rand des Vogelschutzgebietes Fiener Bruch (SPA-Gebiet).